# Sophta castaneiceps
Sophta castaneiceps là một loài bướm đêm trong họ Noctuidae.